# 70ste Oscaruitreiking
De 70ste Oscaruitreiking, waarbij prijzen werden uitgereikt aan de beste prestaties in films uit 1997, vond plaats op 23 maart 1998 in het Shrine Auditorium in Los Angeles. De ceremonie werd voor de zesde keer gepresenteerd door de Amerikaanse acteur Billy Crystal. De genomineerden werden op 10 februari bekendgemaakt door Robert Rehme, voorzitter van de Academy, en actrice Geena Davis in het Samuel Goldwyn Theater te Beverly Hills.
De grote winnaar van de avond was Titanic, met in totaal veertien nominaties en elf Oscars. De Oscar voor Beste niet-Engelstalige film ging naar de Nederlandse film Karakter van regisseur Mike van Diem.

## Winnaars en genomineerden
De winnaars staan bovenaan in vet lettertype.

#### Beste film
- Titanic
  - As Good as It Gets
  - The Full Monty
  - Good Will Hunting
  - L.A. Confidential

#### Beste regisseur
- James Cameron - Titanic
  - Peter Cattaneo - The Full Monty
  - Atom Egoyan - The Sweet Hereafter
  - Curtis Hanson - L.A. Confidential
  - Gus Van Sant - Good Will Hunting

#### Beste mannelijke hoofdrol
- Jack Nicholson - As Good as It Gets
  - Matt Damon - Good Will Hunting
  - Robert Duvall - The Apostle
  - Peter Fonda - Ulee's Gold
  - Dustin Hoffman - Wag the Dog

#### Beste vrouwelijke hoofdrol
- Helen Hunt - As Good as It Gets
  - Helena Bonham Carter - The Wings of the Dove
  - Julie Christie - Afterglow
  - Judi Dench - Mrs. Brown
  - Kate Winslet - Titanic

#### Beste mannelijke bijrol
- Robin Williams - Good Will Hunting
  - Robert Forster - Jackie Brown
  - Anthony Hopkins - Amistad
  - Greg Kinnear - As Good as It Gets
  - Burt Reynolds - Boogie Nights

#### Beste vrouwelijke bijrol
- Kim Basinger - L.A. Confidential
  - Joan Cusack - In & Out
  - Minnie Driver - Good Will Hunting
  - Julianne Moore - Boogie Nights
  - Gloria Stuart - Titanic

#### Beste originele scenario
- Good Will Hunting - Ben Affleck en Matt Damon
  - As Good as It Gets - Mark Andrus en James L. Brooks
  - Boogie Nights - Paul Thomas Anderson
  - Deconstructing Harry - Woody Allen
  - The Full Monty - Simon Beaufoy

#### Beste bewerkte scenario
- L.A. Confidential - Brian Helgeland en Curtis Hanson
  - Donnie Brasco - Paul Attanasio
  - The Sweet Hereafter - Atom Egoyan
  - Wag the Dog - Hilary Henkin en David Mamet
  - The Wings of the Dove - Hossein Amini

#### Beste niet-Engelstalige film
- Character - Nederland
  - Beyond Silence - Duitsland
  - Four Days in September - Brazilië
  - Secrets of the Heart - Spanje
  - The Thief - Rusland

#### Beste documentaire
- The Long Way Home - Marvin Hier en Richard Trank
  - 4 Little Girls - Spike Lee en Sam Pollard
  - Ayn Rand: A Sense of Life - Michael Paxton
  - Colors Straight Up - Michèle Ohayon en Julia Schachter
  - Waco: The Rules of Engagement - Dan Gifford en William Gazecki

#### Beste camerawerk
- Titanic - Russell Carpenter
  - Amistad - Janusz Kamiński
  - Kundun - Roger Deakins
  - L.A. Confidential - Dante Spinotti
  - The Wings of the Dove - Eduardo Serra

#### Beste montage
- Titanic - Conrad Buff, James Cameron en Richard A. Harris
  - Air Force One - Richard Francis-Bruce
  - As Good as It Gets - Richard Marks
  - Good Will Hunting - Pietro Scalia
  - L.A. Confidential - Peter Honess

#### Beste artdirection
- Titanic - Peter Lamont en Michael Ford
  - Gattaca - Jan Roelfs en Nancy Nye
  - Kundun - Dante Ferretti en Francesca Lo Schiavo
  - L.A. Confidential - Jeannine Oppewall en Jay R. Hart
  - Men in Black - Bo Welch en Cheryl Carasik

#### Beste originele muziek

##### Drama
- Titanic - James Horner
  - Amistad - John Williams
  - Good Will Hunting - Danny Elfman
  - Kundun - Philip Glass
  - L.A. Confidential - Jerry Goldsmith

##### Musical of komedie
- The Full Monty - Anne Dudley
  - Anastasia - Muziek: Stephen Flaherty, tekst: Lynn Ahrens, orkestratie: David Newman
  - As Good as It Gets - Hans Zimmer
  - Men in Black - Danny Elfman
  - My Best Friend's Wedding - James Newton Howard

#### Beste originele nummer
- "My Heart Will Go On" uit Titanic - Muziek: James Horner, tekst: Will Jennings
  - "Go the Distance" uit Hercules - Muziek: Alan Menken, tekst: David Zippel
  - "How Do I Live" uit Con Air - Muziek en tekst: Diane Warren
  - "Journey to the Past" uit Anastasia - Muziek: Stephen Flaherty, tekst: Lynn Ahrens
  - "Miss Misery" uit Good Will Hunting - Muziek en tekst: Elliott Smith

#### Beste geluid
- Titanic - Gary Rydstrom, Tom Johnson, Gary Summers en Mark Ulano
  - Air Force One - Paul Massey, Rick Kline, D.M. Hemphill en Keith A. Wester
  - Con Air - Kevin O'Connell, Greg P. Russell en Arthur Rochester
  - Contact - Randy Thom, Tom Johnson, Dennis Sands en William B. Kaplan
  - L.A. Confidential - Andy Nelson, Anna Behlmer en Kirk Francis

#### Beste geluidseffectbewerking
- Titanic - Tom Bellfort en Christopher Boyes
  - Face/Off - Mark P. Stoeckinger en Per Hallberg
  - The Fifth Element - Mark Mangini

#### Beste visuele effecten
- Titanic - Robert Legato, Mark Lasoff, Thomas L. Fisher en Michael Kanfer
  - The Lost World: Jurassic Park - Dennis Muren, Stan Winston, Randal M. Dutra en Michael Lantieri
  - Starship Troopers - Phil Tippett, Scott E. Anderson, Alec Gillis en John Richardson

#### Beste kostuumontwerp
- Titanic - Deborah L. Scott
  - Amistad - Ruth E. Carter
  - Kundun - Dante Ferretti
  - Oscar and Lucinda - Janet Patterson
  - The Wings of the Dove - Sandy Powell

#### Beste grime
- Men in Black - Rick Baker en David LeRoy Anderson
  - Mrs. Brown - Lisa Westcott, Veronica Brebner en Beverley Binda
  - Titanic - Tina Earnshaw, Greg Cannom en Simon Thompson

#### Beste korte film
- Visas and Virtue - Chris Tashima en Chris Donahue
  - Dance Lexie Dance - Pearse Moore en Tim Loane
  - It's Good to Talk - Roger Goldby en Barney Reisz
  - Sweethearts? - Birger Larsen en Thomas Lydholm
  - Wolfgang - Kim Magnusson en Anders Thomas Jensen

#### Beste korte animatiefilm
- Geri's Game - Jan Pinkava
  - Famous Fred - Joanna Quinn
  - La Vieille Dame et les Pigeons (The Old Lady and the Pigeons) - Sylvain Chomet
  - The Mermaid - Aleksandr Petrov
  - Redux Riding Hood - Steve Moore en Dan O'Shannon

#### Beste korte documentaire
- A Story of Healing - Donna Dewey en Carol Pasternak
  - Alaska: Spirit of the Wild - George Casey en Paul Novros
  - Amazon - Kieth Merrill en Jonathan Stern
  - Daughter of the Bride - Terri Randall
  - Still Kicking: The Fabulous Palm Springs Follies - Mel Damski en Andrea Blaugrund

#### Ere-award
- Stanley Donen, uit waardering voor een oeuvre gekenmerkt door gratie, elegantie, humor en visuele innovatie.[2]

## Films met meerdere nominaties
De volgende films ontvingen meerdere nominaties:
| Nominaties | Film                  | Awards |
| ---------- | --------------------- | ------ |
| 14         | Titanic               | 11     |
| 9          | Good Will Hunting     | 2      |
| 9          | L.A. Confidential     | 2      |
| 7          | As Good as It Gets    | 2      |
| 4          | Amistad               |        |
| 4          | The Full Monty        | 1      |
| 4          | Kundun                |        |
| 4          | The Wings of the Dove |        |
| 3          | Boogie Nights         |        |
| 3          | Men in Black          | 1      |
| 2          | Air Force One         |        |
| 2          | Anastasia             |        |
| 2          | Con Air               |        |
| 2          | Mrs. Brown            |        |
| 2          | The Sweet Hereafter   |        |
| 2          | Wag the Dog           |        |